# Лашево (Мазовецьке воєводство)
Лашево (пол. Łaszewo) — село в Польщі, у гміні Семьонтково Журомінського повіту Мазовецького воєводства.
Населення — 288 осіб (2011).
У 1975-1998 роках село належало до Цехановського воєводства.

## Демографія
Демографічна структура станом на 31 березня 2011 року:
|          | Загалом | Допрацездатний вік | Працездатний вік | Постпрацездатний вік |
| -------- | ------- | ------------------ | ---------------- | -------------------- |
| Чоловіки | 143     | 38                 | 87               | 18                   |
| Жінки    | 145     | 38                 | 74               | 33                   |
| Разом    | 288     | 76                 | 161              | 51                   |